# Thomas Dallam

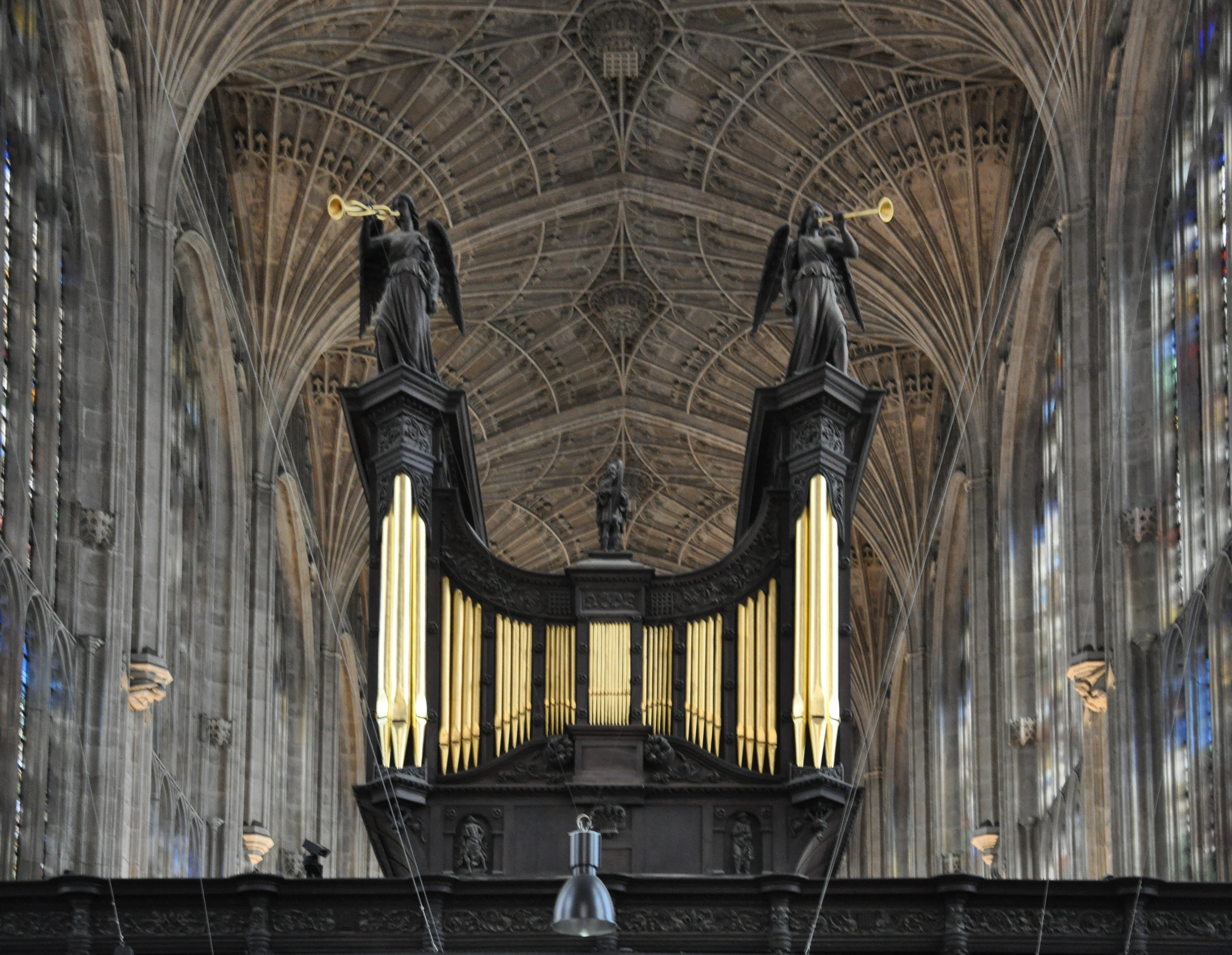
Orgue du King's College contenant des éléments de l'original de Dallam

Thomas Dallam (Warrington, v.1575-v.1629) est un facteur d'orgue et voyageur britannique. 

## Biographie
Membre de la dynastie Dallam, Élisabeth Ire le charge de l'installation à Constantinople d'un orgue qu'elle offre au sultan Mehmed III. 
Il y arrive le 15 août 1599 mais doit réparer et régler la mécanique de l'instrument endommagée pendant le voyage. 
De retour en mai 1600, il publie le journal de son périple. 
On lui doit aussi l'orgue de King's College à Cambridge ou encore celui de l'église de Lanvellec. 